# Мараба (кофе)
Мараба (руанда Ikawa ya Maraba, фр. Café de Maraba) — кофе, который выращивается в области Мараба на юге Руанды.
Кофейные деревья мараба являются «бурбонским» вариантом вида кофе аравийский и выращиваются на плодородных вулканических почвах на высотных горах. Плоды собираются, в основном, в период сезона дождей, то есть с марта по май, и отправляются на промывочную установку Марабы, где кофе извлекают и сушат. В несколько этапов бобы сортируются по качеству. Фермеры получают кредиты на основе количества и качества зёрен, которые они предоставляют.
Бобы продаются различным кофейным компаниям; лучшие бобы продаются британской компании Union Coffee Roasters, которая производит сертифицированную марку кофе, и Кофейному сообществу в Соединённых Штатах. Руандийские кофейные компании также покупают кофе в Марабе и продают на внутреннем рынке. Кофе мараба также используется для варки пива.
Около 2000 мелких фермеров выращивают кофейные деревья в кооперативе Абахузамагамби, основанного в 1999 году. С 2000 года кооператив получил поддержку Национального университета Руанды (НУР) и PEARL (партнёрства финансирования руандийской сельскохозяйственной программы). Сотрудничество улучшило качество кофе и позволило ему стать участником мирового рынка кофе.